# Poytislier
Poytislier von Ulrich Füetrer ist ein in der Titurelstrophe verfasster Versroman der spätmittelalterlichen Literatur und Bestandteil des so genannten Buches der Abenteuer. Er steht dort an sechster Stelle des zweiten Teils.

## Inhalt
Ein Prolog mit einem an Albrecht IV. von Bayern gerichteten Gönnerlob ist der eigentlichen Geschichte vorangestellt. Vor der Geburt des Ritters Poytislier steht das Vorleben seiner Eltern, die im Rahmen einer Brautwerbungsfahrt mithilfe des landlosen Lorandin und seinem Tricksterhelfer zueinander finden. Poytisliers Jugend verläuft krisenlos, er erhält die Schwertleite durch seinen Vater fernab vom Artushof, hilft bei der Befreiung von Lorandins Königreich und nimmt an der Jagd nach einem weißen Hirsch teil. Hier schließt die erste Krisensituation an: Poytislier verirrt sich und trifft, von einer Botschaft auf der Leine seiner Bracke geleitet, die schöne Feenkönigin Floraklar. Aus Unbeholfenheit bringt er sie um eine gemeinsame Liebesnacht. Im Zorn trennt sich Floraklar von ihm und Poytislier beginnt verliebt und reuevoll eine Suchfahrt nach ihr. Auf dieser Suche reist er als Spielmann verkleidet durch die Welt, bis seine Eltern sterben und er die legitime Königswürde über sein Heimatreich an seine Schwester abtritt. Danach verdingt er sich im Königreich Rankulat als Söldner und gerät in die zweite Krisensituation. Am Hof fällt Poytislier in Ungnade, als er die Schönheit seiner Dame Floraklar über die der Königin von Rankulat stellt. Der König nimmt daraufhin Poytisliers Männer als Geiseln und verlangt zu ihrer Freilassung den Beweis in Form einer persönlichen Vorstellung von Floraklar. In dieser Situation reist Poytislier zum Artushof, besteht dort eine Tugendsteinprobe und bewährt sich während einer von Artus aufgetragenen Zauberwald-Episode nunmehr durch Einhaltung eines Schweigegebots. Es folgt eine Reihe von Kämpfen und eine zweite Bewährung bei den Feendamen Helena und Dulzepta auf der Reise in das Feenland, zu dem er mit einem Schwan übersetzt. Am Hof von Floraklar kommt es endlich zur Versöhnung, alle offenen Verpflichtungen werden geklärt, Poytislier und Floraklar heiraten und bleiben unabhängig von den weltlichen Nachbarn im Feenland.

## Struktur
Es wurde vereinzelt versucht, den für gattungstypisch erklärten sogenannten doppelten Kursus der klassischen Artusromane in der Struktur des Poytislier aufzuspüren. Die Komplexität der Erzählung, das Auftreten eines weitgehend krisenlosen Helden und Fuetrers Arbeitsweise, durch intertextuelle Anspielungen Texte für literarisch gebildete Kenner zu produzieren, stehen dem entgegen. Die zwei Krisensituationen in der Geschichte des Poytislier entsprechen dabei nicht dem Schema des doppelten Kursus. Durch die Abweisung von Floraklar verletzt Poytislier ein Handlungsgebot, das förmlich zu einem „Verligen“ mit umgekehrten Vorzeichen wird und erst mit der Bewährung gegenüber den Damen von Floraklars Hof bereinigt ist. Das Schweigegebot über die Schönheit seiner Dame verletzt der Ritter, ohne davon vorher in Kenntnis gesetzt worden zu sein. Im Verlauf der Handlung wird er diese Krise durch das Einhalten eines offiziellen Schweigegebotes überwinden. Der Poytislier greift jedoch andere gängige Erzählmuster auf, indem er etwa die Schemata der 'Gefährlichen Brautwerbung' oder der 'Gestörten Mahrtenehe' nutzt.